# Dipartimento di San José de Feliciano
San José de Feliciano è un dipartimento argentino, situato nella parte settentrionale della provincia di Entre Ríos, con capoluogo San José de Feliciano. Esso è stato istituito il 1º settembre 1863.

## Geografia fisica
Esso confina con la provincia di Corrientes e con i dipartimenti di Federación, Federal e La Paz.

## Società

### Evoluzione demografica
Secondo il censimento del 2001, su un territorio di 3.143 km², la popolazione ammontava a 14.584 abitanti, con un aumento demografico del 17,94% rispetto al censimento del 1991.

## Amministrazione
Nel 2001 il dipartimento comprendeva:
- 1 comune (municipio in spagnolo):
  - San José de Feliciano
- 8 centri rurali (centros rurales de población in spagnolo):
  - Distrito Chañar
  - La Verbena
  - Laguna Benítez
  - San Víctor
  - La Esmeralda
  - Las Mulitas
  - La Hierra
  - Mulas Grandes